# Лісне (Бескарагайський район)
Лісне́ (каз. Лесное) — село у складі Бескарагайського району Абайської області Казахстану. Входить до складу Жетіжарського сільського округу.
Населення — 210 осіб (2021; 303 у 2009, 647 у 1999, 1345 у 1989).
Національний склад станом на 1989 рік:
- росіяни — 93 %

Станом на 1989 рік село мало статус селища.